# Зигфрид II (Мерзебург)
Зигфрид II фон Мерзебург (на немски: Siegfried II von Merseburg; * ок. 940; † сл. 980) е граф на Мерзебург и пфалцграф на Саксония.

## Деца
Той има две деца:
- Езико фон Мерзебург († 22 ноември 1004), граф на Мерзебург и императорски служител (truchsess), наследен през 1004 г. от зет му Бурхард I фон Гозек
- Ода фон Мерзебург (* 970; † сл. 28 септември 1045), наследничка, омъжена за Бурхард I фон Гозек († 1017), от 991 г. граф в Хасегау и Лизгау, от 1003 г. пфалцграф на Саксония, от 1004 г. граф на Мерзебург, син на граф Бурхард IV в Хасегау († 982) и Емма фон Мерзебург (* 942), дъщеря вер. на граф Зигфрид в Хасегау (961 – 980).[1]